# 润盐镇
润盐镇，原为大河乡，是中华人民共和国四川省凉山彝族自治州盐源县下辖的一个乡镇级行政单位。2020年6月，撤销大河乡，设立润盐镇，以原大河乡和原双河乡杨柳桥村、凤凰山村（1、2、9组）、五洞桥村（7至11组）、小堡子村、古柏村、杨柳塘村及原盐井镇花碉村、三根桥村，蔡家坪村、盐河村、拦河村、大槽村、公母山村、刘家坪村、泡尔湾村、龙口河村所属行政区域为润盐镇的行政区域。

## 行政区划
润盐镇下辖以下地区：
北山村、虎跳岩村、马鹿塘村、大园子村、平坝村、李子村和甲花村。